# Aksel Airo
 (juin 2025).
 (juin 2025).
Si vous disposez d'ouvrages ou d'articles de référence ou si vous connaissez des sites web de qualité traitant du thème abordé ici, merci de compléter l'article en donnant les références utiles à sa vérifiabilité et en les liant à la section « Notes et références ».
Aksel Fredrik Airo (14 février 1898 - 9 mai 1985) est un lieutenant général finlandais et principal planificateur stratégique pendant la guerre d'Hiver et la guerre de Continuation. Il est le commandant en second virtuel de l'armée finlandaise sous le commandement du maréchal Mannerheim.

## Biographie

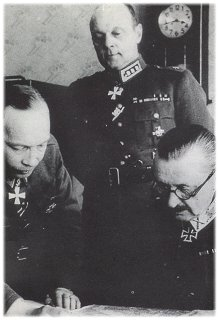
Aksel Airo (à gauche), avec CGE Mannerheim (à droite) et Erik Heinrichs

Il est né à Turku. Dans sa jeunesse il devient partisan de l'indépendance finlandaise. Son père change le nom de famille suédois original Johansson en Airo.
Pendant la guerre civile en Finlande (1918), Airo sert dans l'artillerie du côté blanc, participant aux batailles près de Viipuri. À la fin de la guerre, il est lieutenant. Il est ensuite formé comme officier à l'école d'artillerie de Lappeenranta et est parrainé à l'académie militaire française, l'École militaire de Saint-Cyr en 1920. En 1921, il est admis à l'École supérieure de guerre, dont il sort capitaine en 1923, à l'âge de 27 ans. Mannerheim l'invite à rejoindre le Conseil de défense finlandais en tant que secrétaire.
Airo gravit rapidement les échelons, principalement parce que la Finlande nouvellement indépendante a besoin d'officiers compétents pour son armée naissante. Il doit cependant faire face à quelques difficultés professionnelles car il n'est ni un Jaeger formé en Allemagne, ni l'un des officiers formés dans l'armée du tsar pendant la domination russe. Pourtant, en 1930, il devient colonel.
Au début de la guerre d'Hiver, Mannerheim nomme Airo quartier-maître général, et il est promu Major général, puis deux ans plus tard Lieutenant général. Le 18 novembre 1944, le maréchal Mannerheim le fait chevalier de la Croix de Mannerheim dans l'Ordre de la croix de la Liberté.
Airo est au quartier général de Mikkeli pendant la guerre et se rend rarement sur le terrain. Il est responsable de la planification opérationnelle et de la présentation des opérations, ou, comme il l'aurait dit : « Le maréchal mène la guerre, mais je mène les batailles ». Ils ont de nombreuses divergences d’opinion mais parviennent néanmoins à bien travailler ensemble.
Après la guerre de Continuation, la police d'État finlandaise, désormais dominée par les communistes, l'arrête pour son implication présumée dans la soi-disant affaire de cache d'armes. Il est emprisonné pendant près de trois ans, de 1945 à 1948, sans être condamné, jusqu'à ce que le président Juho Kusti Paasikivi le libère. Il n'a presque rien dit de l'affaire par la suite et y gagne le surnom de « général silencieux ».
Plus tard, Airo est membre du Parlement pour le Parti de la Coalition nationale et électeur présidentiel. Contrairement à beaucoup de ses contemporains, il n’a jamais écrit de mémoires sur ses expériences de guerre. En 1982, le président Mauno Koivisto décerne à Airo la Grand-Croix de l'Ordre finlandais de la Rose Blanche avec épées, ce qui est une distinction très rare en Finlande. Il est décédé en 1985 dans sa ferme natale à Heinola.